# La Ciotat
La Ciotat (occitană La Ciutat) este un oraș în Franța, în departamentul Bouches-du-Rhône, în regiunea Provence-Alpi-Coasta de Azur. Face parte din aglomerația orașului Marsilia.
Aici a fost filmat unul din primele scurt-metraje ale fraților Auguste și Louis Lumière, ce dura 50 de secunde: „Intrarea unui tren în gara din La Ciotat” (L'arrivée d'un train en gare de La Ciotat).

## Localități înfrățite
- 1957 Bridgwater, Regatul Unit, oraș industrial cca. 35 000 de locuitori
- 1958 Kranj Slovenia, oraș universitar cca. 45 000 de locuitori
- 1958 Singen, Germania, oraș din apropierea lacului Constanța cca 45 000 de locuitori
- 2006 Torre Annunziata, Italia cca 56 000 de locuitori

## Demografie
| 1921                    | 1926   | 1931   | 1936   | 1954   | 1962   | 1968   | 1975   | 1982   | 1990   | 1999   | 2006   | 2008   |
| {\displaystyle } 10 635 | 11 660 | 12 326 | 13 428 | 15 159 | 18 827 | 23 916 | 32 721 | 31 727 | 30 620 | 31 630 | 32 126 | 34 271 |
| ----------------------- | ------ | ------ | ------ | ------ | ------ | ------ | ------ | ------ | ------ | ------ | ------ | ------ |